# Souper Ligka Ellada 2020-2021
La Souper Ligka Ellada 2020-2021 è stata l'85ª edizione della massima serie del campionato greco di calcio, la 62ª a girone unico, iniziata l'11 settembre 2020 e terminata il 19 maggio 2021. L'Olympiacos ha conquistato il trofeo per la quarantaseiesima volta nella sua storia, la seconda consecutiva.

## Stagione

### Novità
Il campionato prevede la disputa di due fasi, una fase regolare, a cui seguiranno una fase per decidere i campioni e una per le retrocessioni.
Dalla stagione precedente sono retrocesse Paniōnios e Xanthī. Dalla Souper Ligka Ellada 2 sono stati promossi PAS Giannina e Apollōn Smyrnīs.

### Formula
Le 14 squadre partecipanti si affrontano in un girone all'italiana con partite di andata e ritorno, per un totale di 26 giornate.
Le prime 6 classificate partecipano alla poule scudetto, affrontandosi in un girone all'italiana con partite di andata e ritorno, per un totale di 10 giornate. Le squadre mantengono il punteggio guadagnato durante la stagione regolare. La squadra prima classificata è campione della Grecia e si qualifica al secondo turno di qualificazione della UEFA Champions League 2021-2022; la seconda e la terza classificate, più la vincente della Coppa di Grecia 2020-2021, si qualificano, rispettivamente, al secondo e al terzo turno di qualificazione della UEFA Europa Conference League 2021-2022.
Le squadre classificate dal 7º al 14º posto partecipano alla poule retrocessione, affrontandosi in un girone all'italiana con partite di sola andata, per un totale di 7 giornate. Le squadre mantengono il punteggio guadagnato durante la stagione regolare. L'ultima classificata retrocede in Souper Ligka 2, mentre la penultima disputa uno spareggio promozione retrocessione con la seconda classificata della Souper Ligka 2.

## Squadre partecipanti
| Club             | Città     | Stadio                          | Stagione precedente     |
| ---------------- | --------- | ------------------------------- | ----------------------- |
| AEK Atene        | Atene     | Stadio olimpico Spyros Louīs    | 3º posto                |
| Apollōn Smyrnīs  | Atene     | Stadio Georgios Kamaras         | 2º posto Souper Ligka 2 |
| Arīs Salonicco   | Salonicco | Stadio Kleanthis Vikelidis      | 5º posto                |
| Asteras Tripolīs | Tripoli   | Stadio Theodōros Kolokotrōnīs   | 7º posto                |
| Atromītos        | Peristeri | Stadio Peristeri                | 8º posto                |
| Lamia            | Lamia     | Stadio municipale               | 10º posto               |
| Larissa          | Larissa   | AEL FC Arena                    | 9º posto                |
| OFI Creta        | Candia    | Stadio Theodoros Vardinogiannis | 6º posto                |
| Olympiacos       | Il Pireo  | Stadio Geōrgios Karaiskakīs     | Campione                |
| Panaitōlikos     | Agrinio   | Stadio Panaitolikou             | 12º posto               |
| Panathīnaïkos    | Atene     | Stadio Apostolos Nikolaidis     | 4º posto                |
| PAOK             | Salonicco | Stadio Toumba                   | 2º posto                |
| PAS Giannina     | Giannina  | Stadio Zosimades                | 1º posto Souper Ligka 2 |
| Volo             | Volo      | Stadio Panthessaliko            | 11º posto               |

## Prima fase

### Classifica finale
|  | Pos. | Squadra          | Pt | G  | V  | N  | P  | GF | GS | DR  |
|  | ---- | ---------------- | -- | -- | -- | -- | -- | -- | -- | --- |
|  | 1.   | Olympiacos       | 67 | 26 | 21 | 4  | 1  | 64 | 13 | +51 |
|  | 2.   | Arīs Salonicco   | 51 | 26 | 15 | 6  | 5  | 34 | 16 | +18 |
|  | 3.   | AEK Atene        | 48 | 26 | 14 | 6  | 6  | 41 | 29 | +12 |
|  | 4.   | PAOK             | 47 | 26 | 13 | 8  | 5  | 49 | 26 | +23 |
|  | 5.   | Panathīnaïkos    | 45 | 26 | 13 | 6  | 7  | 30 | 19 | +11 |
|  | 6.   | Asteras Tripolīs | 42 | 26 | 11 | 9  | 6  | 27 | 25 | +2  |
|  | 7.   | Volo             | 33 | 26 | 8  | 9  | 9  | 26 | 32 | -6  |
|  | 8.   | PAS Giannina     | 31 | 26 | 8  | 7  | 11 | 23 | 26 | -3  |
|  | 9.   | Apollōn Smyrnīs  | 28 | 26 | 8  | 4  | 14 | 26 | 35 | -9  |
|  | 10.  | Atromītos        | 28 | 26 | 6  | 10 | 10 | 24 | 35 | -11 |
|  | 11.  | Lamia            | 23 | 26 | 5  | 8  | 13 | 14 | 38 | -24 |
|  | 12.  | Panaitōlikos     | 20 | 26 | 4  | 8  | 14 | 13 | 32 | -19 |
|  | 13.  | OFI Creta        | 19 | 26 | 5  | 4  | 17 | 22 | 43 | -21 |
|  | 14.  | Larissa          | 16 | 26 | 3  | 7  | 16 | 18 | 42 | -24 |

Legenda:
      Ammesse alla poule scudetto
      Ammesse alla poule retrocessione
Regolamento:
Tre punti a vittoria, uno a pareggio, zero a sconfitta.

### Risultati
|                  | AEK  | ApS  | ArS  | AsT  | Atr  | Lam  | Lar  | OFI  | Oly  | Pan  | Pnt  | PAO  | PAS  | Vol  |
| ---------------- | ---- | ---- | ---- | ---- | ---- | ---- | ---- | ---- | ---- | ---- | ---- | ---- | ---- | ---- |
| AEK Atene        | –––– | 2-0  | 0-2  | 2-2  | 2-1  | 3-0  | 4-1  | 2-1  | 1-1  | 1-0  | 1-2  | 1-1  | 0-2  | 2-2  |
| Apollon Smyrnis  | 3-4  | –––– | 0-1  | 0-1  | 2-1  | 0-1  | 1-0  | 2-1  | 1-3  | 1-0  | 0-1  | 1-3  | 1-2  | 3-3  |
| Arīs Salonicco   | 0-1  | 1-0  | –––– | 1-0  | 3-0  | 3-1  | 1-0  | 1-0  | 1-2  | 0-0  | 0-1  | 1-0  | 2-2  | 2-0  |
| Asteras Tripolīs | 1-2  | 0-0  | 2-1  | –––– | 2-0  | 0-0  | 1-0  | 1-0  | 0-4  | 2-0  | 1-0  | 2-1  | 0-1  | 1-1  |
| Atromītos        | 1-0  | 2-2  | 2-2  | 1-1  | –––– | 2-1  | 1-1  | 0-0  | 0-1  | 2-0  | 2-3  | 3-2  | 0-2  | 0-2  |
| Lamia            | 0-1  | 1-0  | 2-0  | 2-2  | 0-0  | –––– | 2-1  | 1-2  | 0-6  | 0-0  | 0-2  | 0-2  | 0-0  | 1-2  |
| Larissa          | 2-4  | 0-1  | 0-3  | 1-3  | 0-0  | 0-1  | –––– | 0-1  | 1-3  | 1-0  | 1-1  | 1-1  | 0-0  | 0-0  |
| OFI Creta        | 0-2  | 0-2  | 0-3  | 0-1  | 2-2  | 2-0  | 2-3  | –––– | 0-2  | 1-1  | 2-2  | 0-3  | 2-1  | 1-2  |
| Olympiakos       | 3-0  | 2-0  | 1-1  | 3-0  | 4-0  | 3-0  | 5-1  | 3-0  | –––– | 2-0  | 1-0  | 3-0  | 1-0  | 4-1  |
| Panaitōlikos     | 0-2  | 0-1  | 0-1  | 1-1  | 1-1  | 0-0  | 2-1  | 2-1  | 1-2  | –––– | 1-0  | 1-3  | 1-2  | 1-0  |
| Panathinaikos    | 1-1  | 1-0  | 0-1  | 0-0  | 0-1  | 0-0  | 2-0  | 2-0  | 2-1  | 2-1  | –––– | 2-1  | 2-0  | 1-1  |
| PAOK             | 2-2  | 2-2  | 2-2  | 2-0  | 1-1  | 4-0  | 1-0  | 3-0  | 1-1  | 5-0  | 2-1  | –––– | 2-1  | 3-1  |
| PAS Giannina     | 0-1  | 1-3  | 0-0  | 2-2  | 0-1  | 2-0  | 1-2  | 1-0  | 1-1  | 0-0  | 1-0  | 0-2  | –––– | 0-1  |
| Volo             | 1-0  | 2-0  | 0-1  | 0-1  | 1-0  | 1-1  | 1-1  | 1-4  | 1-2  | 0-0  | 0-2  | 0-0  | 2-1  | –––– |

## Poule scudetto
Le sei squadre miglior classificate nella stagione regolare si incontrano due volte per un totale di 10 partite per squadra. Le squadre cominciano la Poule scudetto con i punti ottenuti nella stagione regolare.

### Classifica finale
|                   | Pos. | Squadra          | Pt | G  | V  | N  | P  | GF | GS | DR  |
| ----------------- | ---- | ---------------- | -- | -- | -- | -- | -- | -- | -- | --- |
| Grecia (bandiera) | 1.   | Olympiacos       | 90 | 36 | 28 | 6  | 2  | 82 | 19 | +63 |
|                   | 2.   | PAOK             | 64 | 36 | 18 | 10 | 8  | 60 | 34 | +26 |
|                   | 3.   | Arīs Salonicco   | 61 | 36 | 17 | 10 | 9  | 41 | 26 | +15 |
|                   | 4.   | AEK Atene        | 60 | 36 | 17 | 9  | 10 | 53 | 45 | +8  |
|                   | 5.   | Panathīnaïkos    | 53 | 36 | 14 | 11 | 11 | 41 | 34 | +7  |
|                   | 6.   | Asteras Tripolīs | 51 | 36 | 12 | 15 | 9  | 36 | 38 | -2  |

Legenda:

      Campione della Grecia e ammessa alla UEFA Champions League 2021-2022
      Ammessa alla UEFA Europa Conference League 2021-2022
Regolamento:

Tre punti per la vittoria, uno per il pareggio, zero per la sconfitta.

### Risultati
|                  | AEK  | ArS  | AsT  | Oly  | Pnt  | PAO  |
| ---------------- | ---- | ---- | ---- | ---- | ---- | ---- |
| AEK Atene        | –––– | 0-0  | 3-1  | 1-5  | 1-1  | 1-2  |
| Arīs Salonicco   | 1-3  | –––– | 2-0  | 1-1  | 0-0  | 0-1  |
| Asteras Tripolīs | 1-1  | 1-1  | –––– | 0-0  | 2-2  | 1-1  |
| Olympiakos       | 2-0  | 1-0  | 1-0  | –––– | 3-1  | 1-0  |
| Panathinaikos    | 0-1  | 1-2  | 2-2  | 1-4  | –––– | 3-0  |
| PAOK             | 3-1  | 2-0  | 0-1  | 2-0  | 0-0  | –––– |

## Poule retrocessione

### Classifica finale
Le ultime otto squadre classificate nella stagione regolare si incontrano una volta sola per un totale di 7 partite per squadra. Le squadre cominciano la Poule retrocessione con i punti ottenuti nella stagione regolare.
|  | Pos. | Squadra         | Pt | G  | V  | N  | P  | GF | GS | DR  |
|  | ---- | --------------- | -- | -- | -- | -- | -- | -- | -- | --- |
|  | 7.   | Volo            | 43 | 33 | 10 | 13 | 10 | 34 | 37 | -3  |
|  | 8.   | Atromītos       | 37 | 33 | 8  | 13 | 12 | 30 | 40 | -10 |
|  | 9.   | PAS Giannina    | 35 | 33 | 9  | 8  | 16 | 27 | 36 | -9  |
|  | 10.  | Lamia           | 35 | 33 | 8  | 11 | 14 | 21 | 42 | -21 |
|  | 11.  | Apollōn Smyrnīs | 34 | 33 | 9  | 7  | 17 | 29 | 40 | -11 |
|  | 12.  | OFI Creta       | 32 | 33 | 8  | 8  | 17 | 30 | 47 | -17 |
|  | 13.  | Panaitōlikos    | 28 | 33 | 6  | 10 | 17 | 20 | 44 | -24 |
|  | 14.  | Larissa         | 27 | 33 | 6  | 9  | 18 | 25 | 47 | -22 |

Legenda:
   Ammessa allo spareggio promozione/retrocessione.
      Retrocesse in Souper Ligka 2 2021-2022
Regolamento:
Tre punti a vittoria, uno a pareggio, zero a sconfitta.

### Risultati
|                 | ApS | Atr  | Lam  | Lar  | OFI  | Pan  | PAS  | Vol  |
| --------------- | --- | ---- | ---- | ---- | ---- | ---- | ---- | ---- |
| Apollon Smyrnis |     |      | 0-1  | 0-2  | 0-0  |      |      | 0-0  |
| Atromītos       | 1-1 | –––– | 0-0  | 0-1  |      |      |      | 1-0  |
| Lamia           |     |      | –––– | 0-0  | 0-2  |      |      | 1-1  |
| Larissa         |     |      |      | –––– | 0-1  | 1-1  | 2-0  |      |
| OFI Creta       |     | 1-1  |      |      | –––– | 2-2  | 2-1  |      |
| Panaitōlikos    | 1-0 | 1-3  | 0-3  |      |      | –––– |      |      |
| PAS Giannina    | 0-2 | 1-0  | 1-2  |      |      | 0-1  | –––– |      |
| Volo            |     |      |      | 3-1  | 0-0  | 3-1  | 1-1  | –––– |

## Spareggio promozione-retrocessione
|              | Risultati   |              | Luogo e data            |
| ------------ | ----------- | ------------ | ----------------------- |
| Xanthī       | 2 - 1       | Panaitōlikos | Xanthi, 26 maggio 2021  |
| Panaitōlikos | 1 - 0 (gfc) | Xanthī       | Agrinio, 30 maggio 2021 |

## Statistiche

### Individuali

#### Classifica marcatori
| Gol |  |  | Giocatore           | Squadra          |
| --- |  |  | ------------------- | ---------------- |
| 22  |  |  | Youssef El-Arabi    | Olympiakos       |
| 13  |  |  | Karim Ansarifard    | AEK              |
| 13  |  |  | Giōrgos Masouras    | Olympiakos       |
| 11  |  |  | Karol Świderski     | PAOK             |
| 11  |  |  | Jerónimo Barrales   | Asteras Tripolīs |
| 11  |  |  | Anastasios Douvikas | Volos            |
| 10  |  |  | Ahmed Hassan Koka   | Olympiakos       |
| 10  |  |  | Andrija Živković    | PAOK             |
| 9   |  |  | Federico Macheda    | Panathīnaïkos    |
| 9   |  |  | Kōstas Fortounīs    | Olympiakos       |
| 8   |  |  | Giōrgos Manousos    | Atromītos        |